# Коконопряд золотистый
Коконопряд золотистый (лат. Eriogaster catax) — бабочка семейства Коконопряды.

## Описание

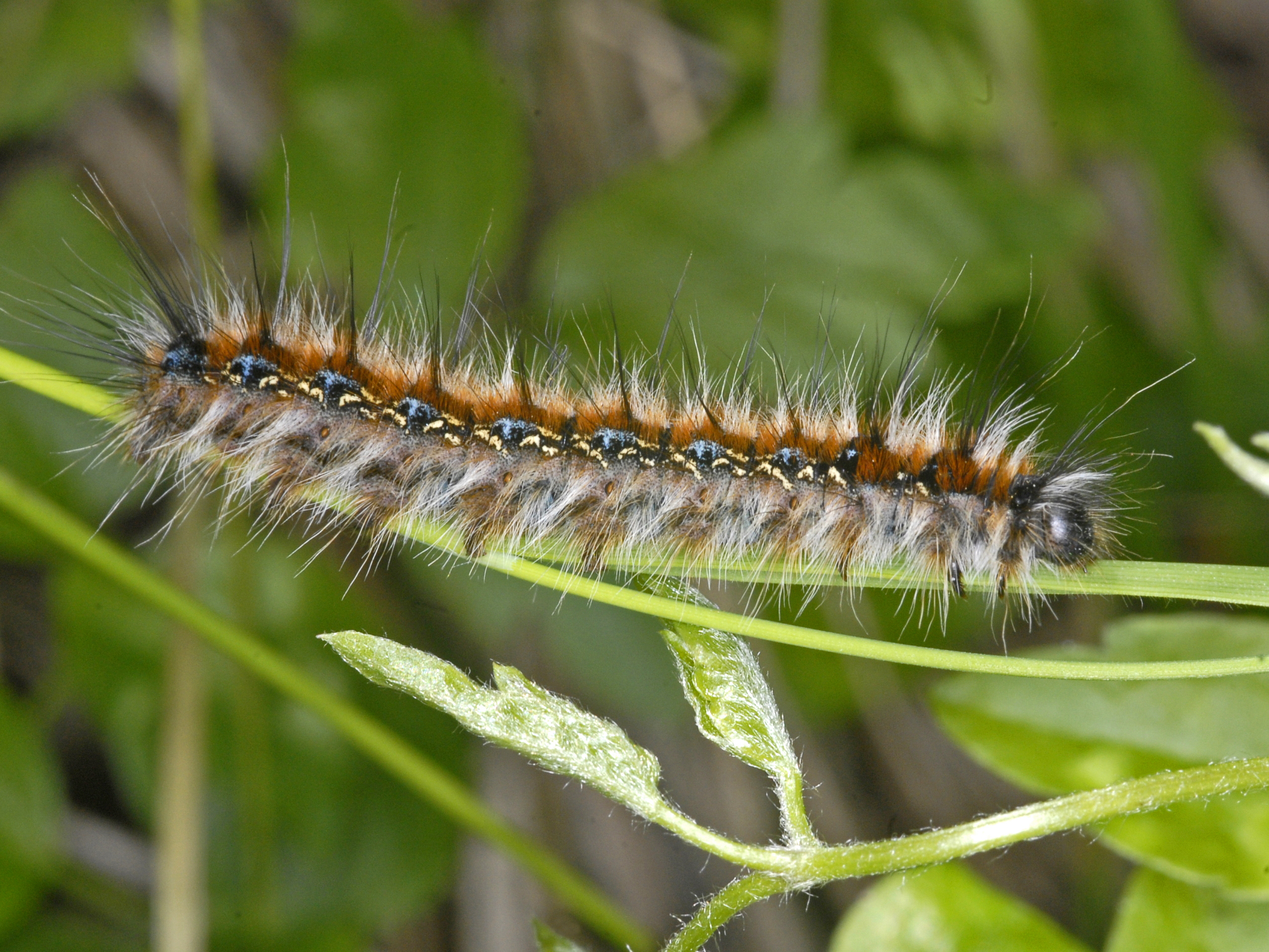
Гусеница

Размах крыльев самки 40—43 мм, у самца 32—34 мм. Окраска передних крыльев самцов — золотистая до жёлтой, по внешнему краю сероватая. У самок передние крылья ржаво-красные с буроватым оттенком, с белым срединным пятном и расплывчатой белой перевязью. Задние крылья бабочек более светлой окраски, одноцветные. У самки конец брюшка толстый, пепельно-серый, покрыт пушистыми волосками.

## Жизненный цикл
Гусеницы буро-коричневого цвета, со светло-сероватыми ворсинками, с чёрной головой. Длина гусениц до 50 мм. Окраска гусениц жёлто-бурая. Тело густо покрыто буро-серыми волосками, по бокам находятся синие пятна с жёлтыми черточками и точками. Голова черно-бурая.
Гусеницы живут группами в паутинных гнездах, из которых ночью выползают для питания.
Кормовые растения гусениц: боярышник, ива, липа, тёрн, слива, вишня, дуб, бобовник, берёза и ряд других лиственных пород.

## Биология
Бабочки ведут ночной образ жизни. Спаривание происходит обычно около полуночи, после чего самки откладывают яйца на ветки спиралеобразной лентой, укутывая их при этом ворсинками. Стадия гусеницы с мая и до июля. Время лёта в сентябре-октябре.

## Ареал и питание
Бабочки обитают по всей средней и южной Европе, на юго-западе России вплоть до Урала. Встречаются в лиственных лесах.

## Замечания по охране
В последние десятилетия популяция коконопряда золотистого в центральной Европе резко сократилась. В некоторых государствах (например, в Австрии) он вымер. В Германии вид занесён в Красную книгу.